# توماس گور
توماس پریور گور (به انگلیسی: Thomas Pryor Gore) سناتور سابق عضو حزب دموکرات ایالات متحده آمریکا بود. وی در سال ۱۹۰۷ تا ۱۹۲۱ و ۱۹۳۱ تا ۱۹۳۷ میلادی سناتور ایالت اکلاهما در سنای ایالات متحده آمریکا بود.